# Sử thi Baahubali
Sử thi Baahubali (tiếng Anh: Baahubali: The Beginning; tiếng Anh: The One with Strong Arms: The Beginning) là một bộ phim sử thi lịch sử viễn tưởng của Ấn Độ 2015 do S. S. Rajamouli. Phim do Shobu Yarlagadda và Prasad Devineni và quay với hai thứ tiếng Telugu và Tamil. Phim có sự tham gia của Prabhas, Rana Daggubati, Anushka Shetty và Tamannaah đóng vai chính, còn Ramya Krishnan, Sathyaraj, và Nassar đóng vai phụ. Phim dự kiến khởi chiếu ngày 18 tháng 12 năm 2015 tại Việt Nam.